# Agriogomphus sylvicola
Agriogomphus sylvicola – gatunek ważki z rodziny gadziogłówkowatych (Gomphidae). Występuje na terenie Ameryki Południowej.